# Provincia Toamasina
Provincia Toamasina este o fostă provincie din Madagascar cu o suprafață de 71.911 km². Avea o populație de 2.855.600 de locuitori (2004). Capitala sa a fost Toamasina, cel mai important port maritim al țării. Provincia a fost, de asemenea, cunoscută sub numele de provincia Tamatave.
Cu excepția provinciei Toliara, provincia Toamasina se învecinează cu toate celelalte provincii ale țării; Antsiranana în nord, Mahajanga în nord-vest, Antananarivo în sud-vest și Fianarantsoa în sud. Limbile malgașe din Betsimisaraka de Nord și de Sud Betsimisaraka au fost vorbite pe scară largă.
În ciuda producției de culturi exportabile, oamenii care locuiau în regiunile rurale ale provinciei erau în mare parte săraci. În ceea ce privește sărăcia rurală, provincia era doar mai bună decât provincia Toliara. În zonele urbane, starea a fost relativ mai bună, iar procentul persoanelor care trăiau sub pragul sărăciei a fost cel mai mic din întregul Madagascar. Cel mai mare port al țării- Portul Toamasina a fost situat în provincie. Vanilla farming was also an important activity.
În 2002, președintele de atunci Didier Ratsiraka a declarat stare de urgență după ce rivalul său Marc Ravalomanana a anunțat că a câștigat majoritatea la alegerile prezidențiale din decembrie 2001. Politicienii importanți ai provinciilor care îl favorizează pe Ratsiraka în calitate de președinte s-au întâlnit la Toamasina, unde au anunțat crearea unei noi republici care ar fi exclus provincia Antananarivo fără ieșire la mare. Toamasina l-a favorizat pe Ratsiraka ca președinte. Tensiunile politice au provocat ciocniri etnice, iar în provinciile de coastă poporul Merina a fost supus atacurilor. De asemenea, au fost raportate crime ale unor persoane aparținând comunității Merina. Pacea a fost restabilită doar atunci când Ravalomanana a fost instalat președintele țării și Ratsiraka a părăsit țara.
Lacurile Rasoabe și Ranomainty au fost situate în provincie. Zonele de coastă ale provinciei au fost acoperite cu păduri tropicale dense, iar provincia a avut o varietate bogată de floră și faună. În zonă au fost, de asemenea, găsiți lemurieni.

## Diviziuni administrative
Provincia Toliara a fost împărțită în trei regiuni din Madagascar - Alaotra-Mangoro, Analanjirofo și Atsinanana. Aceste trei regiuni au devenit diviziunile administrative de prim nivel atunci când provinciile au fost desființate în 2009. Acestea sunt subdivizate în 18 districte:
- Regiunea Alaotra-Mangoro
  - 1. Districtul Ambatondrazaka (Ambatondrazaka)
  - 2. Districtul Amparafaravola (Amparafaravola)
  - 3. Districtul Andilamena (Andilamena)
  - 4. Districtul Anosibe An'ala (Anosibe An'ala)
  - 11. Districtul Moramanga (Moramanga)
- Regiunea Analanjirofo
  - 6. Districtul Fenerive Est (Fenerive Est, Fenoarivo Atsinanana)
  - 8. Districtul Mananara Nord (Mananara Nord, Mananara Avaratra)
  - 9. Districtul Maroantsetra (Maroantsetra)
  - 12. Districtul Nosy-Boraha (Nosy-Boraha, Île Sainte-Marie)
  - 13. Districtul Soanierana Ivongo (Soanierana Ivongo)
  - 17. Districtul Vavatenina (Vavatenina)
- Regiunea Atsinanana
  - 5. Districtul Antanambao Manampotsy (Antanambao Manampotsy)
  - 7. Districtul Mahanoro (Mahanoro)
  - 10. Districtul Marolambo (Marolambo)
  - 14. Districtul Toamasina II (Toamasina II)
  - 15. Districtul Toamasina (Toamasina)
  - 16. Districtul Vatomandry (Vatomandry)
  - 18. Districtul Vohibinany (Vohibinany, Ampasimanolotra, Brickaville)